# Trường Trung học phổ thông chuyên Hùng Vương, Thành phố Hồ Chí Minh
Trường Trung học phổ thông chuyên Hùng Vương (tiếng Anh: Hung Vuong High School for The Gifted) là trường trung học phổ thông chuyên trọng điểm và duy nhất của tỉnh Bình Dương bắt đầu đi vào hoạt động từ tháng 7 năm 1996 đến nay.

## Lịch sử
Trường Trung học phổ thông chuyên Hùng Vương được thành lập theo Quyết định số 4757/QĐ-UB ngày 23/10/1995 của UBND tỉnh Sông Bé (nay là tỉnh Bình Dương). Với sự tài trợ của Công ty thương mại-xuất nhập khẩu Thanh Lễ, Công ty cổ phần Phi Long, Công ty cổ phần Hoàng Gia, ngày 24 tháng 4 năm 1996, trường THPT chuyên Hùng Vương đã khánh thành và đi vào hoạt động.
Là ngôi trường trọng điểm của tỉnh nên Trường có nhiệm vụ đào tạo học sinh giỏi có chất lượng cao, những nhân tài tương lai phục vụ cho sự phát triển kinh tế - xã hội của tỉnh nhà nói riêng và đất nước nói chung.

## Đào tạo
Trước năm học 2024 - 2025: Trường bao gồm 9 môn chuyên với các lớp: Toán học - Tin học, Vật lý, Hóa học, Sinh học, Ngữ văn - Lịch sử - Địa lý, Tiếng Anh và một lớp hệ không chuyên học chương trình song ngữ môn Toán và các môn Khoa học tự nhiên (Hiện tại lớp hệ không chuyên đã dừng tuyển sinh từ lâu).
Năm học 2024 - 2025: Trường bao gồm 9 môn chuyên với 9 lớp chuyên: 01 lớp chuyên Toán học, 01 lớp chuyên Toán học - Tin học, 01 lớp chuyên Vật lý, 01 lớp chuyên Hóa học, 01 lớp chuyên Sinh học, 01 lớp chuyên Ngữ văn, 01 lớp chuyên Lịch sử - Địa lý và 02 lớp chuyên Tiếng Anh.
Bắt đầu từ năm học 2025 - 2026: Trường bao gồm 9 môn chuyên với 11 lớp chuyên: 02 lớp chuyên Toán học, 01 lớp chuyên Tin học, 01 lớp chuyên Vật lý, 01 lớp chuyên Hóa học, 01 lớp chuyên Sinh học, 01 lớp chuyên Ngữ văn, 01 lớp chuyên Lịch sử, 01 lớp chuyên Địa lý và 02 lớp chuyên Tiếng Anh.
Ngoài ra, các học sinh theo học tại trường có thể chọn học Ngoại ngữ 2 (NN2) 1 trong 3 tiếng sau: Tiếng Pháp, Tiếng Nhật hoặc Tiếng Trung hoặc không học.

### Cơ sở vật chất
Trường gồm 4 dãy nhà: A, B, C và D. Với dãy B và dãy D là dãy phòng học chính và dãy C là các phòng bộ môn.

### Tuyển sinh
Theo hướng dẫn tuyển sinh của Sở Giáo dục và Đào tạo tỉnh Bình Dương hằng năm, mỗi em được dự thi tuyển tối đa 2 môn chuyên. Để được dự thi, thí sinh phải được xếp loại hạnh kiểm, học lực cả năm học của các lớp cấp Trung học cơ sở (THCS) từ khá trở lên, xếp loại tốt nghiệp THCS từ khá trở lên. Nếu các em không trúng tuyển vào trường THPT chuyên Hùng Vương sẽ được Sở Giáo dục - Đào tạo căn cứ vào điểm thi của 3 môn thi bắt buộc để xét vào lớp 10 các trường THPT công lập.

### Vinh danh
- Năm 2001, bằng khen từ Thủ tướng Chính phủ
- Năm 2005, bằng công nhận Trường đạt chuẩn Quốc gia từ UBND tỉnh Bình Dương
- Năm 2011, bằng công nhận Trường đạt chuẩn Quốc gia lần 2 và đạt chuẩn chất lượng giáo dục cấp độ 3 từ UBND tỉnh Bình Dương
- Năm 2018, Cờ thi đua (lần 2) của Thủ tướng Chính phủ.
- Năm 2020, được Chủ tịch nước tặng thưởng Huân chương Lao động Hạng 3.
- Lần thứ hai trong 5 năm qua, nhận Cờ thi đua do Thủ tướng chính phủ trao tặng đơn vị đã hoàn thành xuất sắc, toàn diện nhiệm vụ, dẫn đầu phong trào thi đua năm học 2020-2021.

Cùng nhiều bằng khen, cờ thi đua khác được trao bởi UBND tỉnh Bình Dương và Bộ Giáo dục và Đào tạo.

## Thành tích của học sinh tạiĐường lên đỉnh Olympia[cần dẫn nguồn]
| Thí sinh               | Năm thi    | Tuần                 | Tháng                | Quý                  | Chung Kết Năm     |
| ---------------------- | ---------- | -------------------- | -------------------- | -------------------- | ----------------- |
| Lê Đức Tín             | Olympia 3  | Giải Nhất - ? điểm   | Giải Nhất - ? điểm   | Giải Nhất - 170 điểm | Giải Ba - 20 điểm |
| Đồng Ngọc Diệp Thảo    | Olympia 9  | Giải Ba - 60 điểm    |                      |                      |                   |
| Huỳnh Diễm Đài Trang   | Olympia 10 | Giải Ba - 35 điểm    |                      |                      |                   |
| Ngô Hoàng Yến Như      | Olympia 11 | Giải Nhì - 210 điểm  |                      |                      |                   |
| Đinh Bá Minh Quân      | Olympia 12 | Giải Nhì - 180 điểm  |                      |                      |                   |
| Nguyễn Thị Phương Thuý | Olympia 13 | Giải Ba - 80 điểm    |                      |                      |                   |
| Bồ Khánh Linh          | Olympia 17 | Giải Ba - 130 điểm   |                      |                      |                   |
| Ngô Xuân Trường        | Olympia 18 | Giải Nhì - 180 điểm  |                      |                      |                   |
| Nguyễn Phạm Kiên Trung | Olympia 19 | Giải Ba - 55 điểm    |                      |                      |                   |
| Bùi Minh Vĩnh Phúc     | Olympia 20 | Giải Ba - 45 điểm    |                      |                      |                   |
| Nguyễn Gia Linh        | Olympia 21 | Giải Ba - 155 điểm   |                      |                      |                   |
| Vương Gia Kiệt         | Olympia 22 | Giải Nhất - 290 điểm | Giải Nhất - 255 điểm | Giải Ba - 140 điểm   |                   |
| Nguyễn Trọng Tín       | Olympia 23 | Giải Nhất - 295 điểm | Giải Nhì - 270 điểm  | Giải Nhì - 155 điểm  |                   |
| Phạm Đăng Hưng         | Olympia 24 | Giải Ba - 185 điểm   |                      |                      |                   |
| Đinh Quốc Trí          | Olympia 25 | Giải Nhất - 240 điểm | Giải Nhì - 135 điểm  |                      |                   |